# Chen (Familienname)
Chen (chinesisch 陳 / 陈, Pinyin Chén, W.-G. Ch'ên) ist ein chinesischer Familienname.

## Varianten
- kantonesische Aussprache: Chan – dort zu Namensträgern

## Namensträger

### A
- Chen Aisen (* 1995), chinesischer Wasserspringer
- Alida Chen (* 1996), niederländische Badmintonspielerin
- Alon Chen (* 1970), israelischer Neurobiologe
- Anaïs Chen (* 1980), Schweizer Geigerin
- Anna Chen (* 1981), lettische Sopranistin
- Audrey Chen (* 1976), US-amerikanische Improvisationsmusikerin

### B
- Chen Bao-Liang (1944–1991), chinesischer Botaniker
- Chen Baosheng (* 1956), chinesischer Politiker
- Bill Chen (* 1970), US-amerikanischer Pokerspieler
- Chen Bingde (* 1941), chinesischer Militärangehöriger
- Chen Boda (1904–1989), chinesischer Politiker
- Chen Boyang (* 2000), chinesischer Badmintonspieler
- Bubi Chen (1938–2012), indonesischer Jazzmusiker

### C
- Camille Chen (* 1979), taiwanische Schauspielerin
- Chen Changjie (* 1959), chinesischer Badmintonspieler
- Chen Changxing (1771–1853), chinesischer Taijiquan-Meister
- Chen Changzhi (* 1945), chinesischer Hochschullehrer und Politiker
- Georgette Chen (1906–1993), chinesische Malerin, später singapurische
- Chen Chao-Hsiu (* ?), chinesische Autorin
- Chen Chee Yen (* 1973), singapurischer Tennisspieler
- Chen Cheng (Diplomat) (1365–1457), chinesischer Diplomat
- Chen Cheng (General) (1897–1965), chinesischer General und Politiker
- Chen Cheng (Volleyballspieler) (* 1986), chinesischer Beachvolleyballspieler
- Chen Cheng (Schwimmer) (* 1992), chinesischer Schwimmer
- Chen Chengpo (1895–1947), chinesischer Maler
- Chen Chi-mai (* 1964), taiwanischer Politiker
- Chen Chia-hsun (* 1991), taiwanischer Sprinter
- Chen Chieh (* 1992), taiwanischer Hürdenläufer
- Chen Chien-An (* 1991), taiwanischer Tischtennisspieler
- Chen Chien-jen (* 1951), taiwanischer Wissenschaftler und Politiker
- Chen Chien-ting (* 1987), taiwanischer Radrennfahrer
- Chen Chih-Yuan (* 1975), taiwanischer Autor
- Chen Chih Yung (* 1972), taiwanischer Tennisspieler
- Chen Chin-san (* 1962), taiwanischer Bobfahrer
- Chen Chu (* 1950), taiwanische Politikerin, Bürgermeisterin von Kaohsiung (DPP)
- Chen Chuangtian (1937–2018), chinesischer Materialwissenschaftler
- Chen Chun (1483–1544), chinesischer Maler
- Chen Chung-jen (* um 1990), taiwanischer Badmintonspieler
- Chen Chien-ting (* 1987), taiwanischer Radrennfahrer
- Corrie Chen, taiwanisch-australische Film- und Fernsehregisseurin

### D
- Chen Danqing (* 1953), chinesisch-amerikanischer Maler
- Chen Danyan (* 1958), chinesische Schriftstellerin
- Chen Deng (170–209), chinesischer Stratege
- Dennis Chan (* 1949), chinesischer Schauspieler, Drehbuchautor, Regisseur und Filmproduzent
- Chen Dequan (* 1995), chinesischer Shorttracker
- Chen Din Hwa (1923–2012), chinesischer Unternehmer und Philanthrop
- Chen Ding (Autor), Autor
- Chen Ding (Leichtathlet) (* 1992), chinesischer Geher
- Chen Ding-nan (1943–2006), taiwanischer Politiker
- Diogo Chen (* 1996), portugiesischer Tischtennisspieler
- Chen Dong (* 1978), chinesischer Raumfahrer
- Chen Duxiu (1879–1942), chinesischer Politiker und Parteifunktionär

### E
- Edison Chen (eigentlich Chen Guan Xi, 陳冠希; * 1980), chinesischer Schauspieler und Sänger
- Edward Chen (* 1996), taiwanischer Schauspieler und Sänger

### F
- Chen Fake (1887–1957), chinesischer Taijiquan-Meister
- Chen Fang (Sportschützin) (* 1983), chinesische Sportschützin
- Chen Fang (Ruderin) (* 1993), chinesische Ruderin
- Chen Fangyun (1916–2000), chinesischer Nachrichtentechniker, Vater des Beidou-Satellitennavigationssystems
- Chen Fei (* 1990), chinesische Judoka
- Chen Feifei (* 1997), chinesische Bahnradsportlerin
- Chen Feilong (* 1982), chinesischer Snookerspieler
- Chen Feng (Manager) (* 1953), chinesischer Manager, siehe HNA Group #Geschichte
- Chen Feng (* 1967), indonesisch-taiwanischer Badmintonspieler, siehe Fung Permadi
- Chen Feng (Fechter) (* 1980), chinesischer Fechter
- Chen Feng (Tischtennisspieler) (* 1994), Tischtennisspieler aus Singapur
- Chen Fenghuai (1900–1993), chinesischer Botaniker
- Chen Fu-pin (* 1984), taiwanischer Mittelstreckenläufer
- Chen Fushou (1932–2020), chinesischer Badmintonspieler
- Francis F. Chen (* 1929), US-amerikanischer Plasmaphysiker

### G
- Chen Gang (Politiker) (1906–1967), chinesischer Politiker (KPCh)
- Chen Gang (Komponist) (* 1935), chinesischer Komponist
- Chen Gang (Fußballspieler) (* 1972), chinesischer Fußballspieler
- Chen Gang (Badminton) (* 1976), chinesischer Badmintonspieler
- Chen Geng (1903–1961), chinesischer General und Politiker (KPCh)
- Chen Gongbo (1892–1946), chinesischer Politiker
- Chen Guanfeng (* 2000), chinesischer Sprinter
- Chen Guang (* 1995), chinesischer Shorttracker
- Chen Guangbiao (* 1968), chinesischer Unternehmer und Philanthrop
- Chen Guangcheng (* 1971), chinesischer Menschenrechtler
- Gui-Qiang Chen, chinesischer Mathematiker
- Chen Guokai (1938–2014), chinesischer Schriftsteller
- Chen Guoxin, chinesischer Schauspieler, Drehbuchautor, Regisseur und Filmproduzent, siehe Dennis Chan

### H
- Chen Haibin (* 1986), chinesischer Biathlet
- Chen Hao (* 1979), chinesische Schauspielerin und Model
- Chen Hong (Schriftstellerin) (* 1966), chinesische Schriftstellerin, Journalistin und Hochschullehrerin
- Chen Hong (Schauspielerin) (* 1968), chinesische Schauspielerin und Filmproduzentin
- Chen Hong (Softballspielerin) (* 1970), chinesische Softballspielerin
- Chen Hong (Badminton) (* 1979), chinesischer Badmintonspieler
- Chen Hongshou (1598/1599–1652), chinesischer Maler
- Chen Hongyong (* 1966), chinesischer Badmintonspieler
- Chen Hsiao-huan (* 1987), taiwanische Badmintonspielerin
- Chen Hsiao-li (* 1971), taiwanische Badmintonspielerin
- Chen Hsin-chuan (* 1987), taiwanesischer Fußballschiedsrichter
- Chen Hsiu-lin (* 1973), taiwanische Fußballspielerin
- Chen Hualan (* 1969), chinesische Virologin
- Chen Huan (1786–1863), chinesischer Philologe
- Chen Huanyou (* 1934), chinesischer Politiker (Volksrepublik China)
- Chen Hung-Lieh (1943–2009), chinesischer Schauspieler
- Chen Hung-ling (* 1986), taiwanischer Badmintonspieler
- Heinz Chen (* 1983), österreichisch-taiwanischer Pianist und Pädagoge

### I
- Chen Ing-Hau (* 1975), taiwanischer Informatiker, Autor des CIH-Virus
- Iolanda Chen (* 1961), russische Weit- und Dreispringerin, siehe Iolanda Jewgenjewna Tschen

### J
- Chen Jia (* 1981), chinesisch-deutsche Elektrotechnikerin, Atmosphärenforscherin und Hochschullehrerin
- Chen Jiahui (* 1995), chinesische Tennisspielerin
- Chen Jiamin (* 1996), chinesische Hürdenläuferin
- Chen Jianghong (* 1963), chinesischer Illustrator und Kinderbuchautor
- Chen Jianguo (* 1945), chinesischer Politiker
- Chen Jianqiang (* 1957), chinesischer Eisschnellläufer
- Chen Jian-rong (* 2003), taiwanischer Hürdenläufer
- Chen Jiapeng (* 2002), chinesischer Sprinter
- Chen Jiaquan (1938–2004), chinesischer Sprinter
- Chen Jiayuan (* 1991), singapurische Badmintonspielerin
- Chen Jicheng (* 1896), chinesischer Politiker und Diplomat, Botschafter im Kaiserreich Manshū
- Chen Jie (Politiker) (1885–1951), chinesischer Botschafter und Politiker
- Chen Jie (Botaniker) (1928–2011), chinesischer Botaniker
- Chen Jie (Schwimmerin) (* 1995), chinesische Schwimmerin
- Chen Jie (Leichtathletin) (* 1998), chinesische Leichtathletin
- Chen Jin (General) († 1652), chinesischer General
- Chen Jin (Badminton) (* 1986), chinesischer Badmintonspieler
- Chen Jin (Malerin) (1907–1998), taiwanesische Malerin
- Chen Jinfeng (* 2004), chinesischer Sprinter
- Chen Jing (Tischtennisspielerin) (Chén Jìng; * 1968), chinesisch-taiwanische Tischtennisspielerin
- Chen Jing (Eishockeyspielerin) (* 1971), chinesische Eishockeyspielerin
- Chen Jing (Volleyballspielerin) (* 1975), chinesische Volleyballspielerin
- Chen Jing (Leichtathlet) (* 1976), chinesischer Leichtathlet
- Chen Jingkai (1935–2010), chinesischer Gewichtheber
- Chen Jingrun (1933–1996), chinesischer Mathematiker
- Chen Jingwen (* 1990), chinesische Leichtathletin
- Chen Jingyuan († 1094), chinesischer Daoist und Gelehrter
- Chen Jining (* 1964), chinesischer Umweltwissenschaftler und amtierender Umweltminister der Volksrepublik China
- Chen Jinlang (1961–2006), singapurischer Sänger
- Chen Jiongming (1878–1933), chinesischer Militärführer und Politiker
- Chen Jiru (1558–1639), chinesischer Maler, Kalligraph, Schriftsteller und Dichter
- Chen Jitong (1851–1907), chinesischer Diplomat und Schriftsteller
- Chen Jue (* 1988), chinesische Leichtathletin
- Chen Jui-lien (* 1971), taiwanische Gewichtheberin
- Chen Junyi (* 1981), chinesischer Baseballspieler
- Jade Y. Chen (* 1957), taiwanische Journalistin und Schriftstellerin
- James Chen (Basketballspieler), taiwanischer Basketballspieler
- James Chen (Schauspieler), US-amerikanischer Schauspieler
- James Chen (Pokerspieler) (* 1983), taiwanischer Pokerspieler
- Jenova Chen (* 1981), chinesischer Game Designer
- Jasmine Chen (* 1989), taiwanische Springreiterin
- Jerome Chen (1919–2019), chinesischer Historiker
- Jim Chen (* 1966), US-amerikanischer Rechtswissenschaftler
- Joan Chen (* 1961), chinesisch-US-amerikanische Schauspielerin
- John Chen Shizhong (1916–2012), chinesischer Geistlicher, Bischof von Yibin
- Johnson Chen (Johnson Ta-Fu Chen; 1898–1988), taiwan-chinesischer Zoologe
- Joyce Chen (1917–1994), chinesische Köchin, Gastronomin, Autorin, Fernsehköchin und Unternehmerin
- Jun Chen, US-amerikanische Astronomin
- Jun-San Chen (* 1963), taiwanischer Rennstallbesitzer, Autorennfahrer

### K
- Chen Kaige (* 1952), chinesischer Filmregisseur und Autor
- Chen Kang (Badminton) (* 1965), chinesischer Badmintonspieler
- Chen Kang (Freestyle-Skier) (* 1993), chinesischer Freestyle-Skier
- Chen Ke (Bildhauerin) (* 1978), chinesische Bildhauerin
- Chen Ke (Basketballspieler) (* 1979), chinesischer Basketballspieler
- Chen Ke (Leichtathlet) (* 1989), chinesischer Hürdenläufer
- Chen Ke (Tischtennisspielerin) (* 1997), chinesische Tischtennisspielerin
- Chen Kuan Tai (* 1944), chinesischer Schauspieler
- Chen Kuan-ting (* 1999), taiwanischer Eishockeyspieler
- Chen Kue-sen (* 1947), taiwanischer Gewichtheber
- Chen Kuei-ru (* 1993), taiwanischer Hürdenläufer
- Chen Kun (Sänger) (* 1976), chinesischer Schauspieler und Sänger
- Chen Kun (Baseballspieler) (* 1980), chinesischer Baseballspieler
- Karen Chen (* 1999), US-amerikanische Eiskunstläuferin
- Karola Zibelius-Chen (* 1942), deutsche Ägyptologin und Archäologin
- Kelly Chen (* 1972), Sängerin aus Hongkong
- Kelly Chen (Tennisspielerin) (* 1999), US-amerikanische Tennisspielerin
- Chen Keng-hsien (* 1978), taiwanischer Radrennfahrer
- Kevin Nai Chia Chen (* 1979), taiwanischer Rennfahrer
- Kuei Ya Chen (* 1990), US-amerikanische Badmintonspielerin
- Chen Kuiyuan (* 1942), chinesischer Politiker
- Kuo-Tsai Chen (1923–1987), chinesisch-US-amerikanischer Mathematiker

### L
- Chen Lanting (* 1986), chinesische Badmintonspielerin
- Lee Chen, chinesisch-amerikanische Schauspielerin
- Chen Lei (* 1984), chinesischer Eishockeyspieler
- Chen Li (Kaiser), chinesischer Kaiser der Yuan-Dynastie
- Chen Li (Qing-Gelehrter) (1810－1882) 陳澧,  Chén Lǐ, chinesischer Linguist,  konfuzianischer Gelehrter der Qing-Dynastie; analysierte u. a. die Fanqie des Guangyun
- Chen Li (Schriftsteller) (* 1954), taiwanischer Schriftsteller
- Chen Li (Mathematikerin) (* 1973), chinesische Mathematikerin
- Chen Li (Schauspielerin), chinesische Schauspielerin
- Chen Li (Badminton) (* 1985), chinesische Badmintonspielerin
- Chen Li-chin (* 1976), taiwanische Badmintonspielerin
- Chen Li-ju (* 1981), taiwanische Sportbogenschützin
- Chen Li-Ling (* 1971), chinesische Tennisspielerin
- Chen Liangyu (* 1946), chinesischer Politiker
- Lieping Chen (* 1957), chinesisch-amerikanischer Immunologe und Krebsforscher
- Chen Lijun (* 1993), chinesischer Gewichtheber
- Chen Lin (Han-Dynastie) (?–217), chinesischer Minister
- Chen Lin (General) (陳琳) (1543–1603), chinesischer General und Maler
- Chen Lin (Sängerin) (1970–2009), chinesische Popsängerin
- Chen Lin (Badminton) (* 1977), chinesische Badmintonspielerin
- Chen Lin (Leichtathletin) (* 1991), chinesische Leichtathletin
- Lin Chen (Schachspieler) (* 1988), chinesischer Schachspieler
- Chen Ling (Bogenschützin) (* 1987), chinesische Bogenschützin
- Chen Ling (Eishockeyspieler) (* 1991), chinesischer Eishockeyspieler
- Chen Ling (Turnerin), chinesische Trampolinturnerin
- Liu Chen (* 1946), US-amerikanischer Plasmaphysiker
- Chen Long (* 1989), chinesischer Badmintonspieler
- Chen Longcan (* 1965), chinesischer Tischtennisspieler
- Chen Lu (* 1976), chinesische Eiskunstläuferin
- Lu Chen (* 1976), taiwanischer Zauberkünstler
- Luoke Chen (* 1956), taiwanischer Künstler
- Chen Luyun (1977–2015), chinesische Basketballspielerin und -trainerin
- Lynn Chen (* 1976), US-amerikanische Schauspielerin und Musikerin

### M
- Chen Manlin (* 1942), chinesischer Gewichtheber
- Mark Chen (* 1935), taiwanischer Politiker
- Chen Meng (* 1994), chinesische Tischtennisspielerin
- Chen Mengyi (* 2003), chinesische Tennisspielerin
- Michael J. Chen, US-amerikanischer Schauspieler und Filmschaffender
- Chen Min’er (* 1960), chinesischer Politiker in der Volksrepublik China
- Chen Mingming (* 1950), chinesischer Diplomat
- Chen Mingzhi (* 1961), chinesischer Komponist und Musikpädagoge, siehe Chan Ming-chi
- Morris Chen (* 1976), taiwanischer Autorennfahrer
- Chen Muhua (1921–2011), chinesische Politikerin

### N
- Nathan Chen (* 1999), US-amerikanischer Eiskunstläufer
- Chen Nengkuan (1923–2016), chinesischer Nuklearwaffenforscher
- Chen Ningbiao († 2007), chinesischer Bürgerrechtler
- Chen Ning-chi (1940–2025), chinesischer Dirigent und Komponist
- Chen Ning Yang (* 1922), chinesisch-US-amerikanischer Physiker

### P
- Paloma Chen (* 1997), spanisch-chinesische Dichterin und Journalistin
- Chen Peina (* 1989), chinesische Windsurferin
- Chen Pei-hsuan (* 2000), taiwanische Tennisspielerin
- Chen Peixun (1921–2007), chinesischer Komponist
- Chen Pi-hsien (* 1950), taiwanische Pianistin
- Pei Shen Chen (1917–2011), Schweizer Zoologe
- Perry Chen (* 1976), amerikanischer Unternehmer
- Pete Chen (* 1988), taiwanischer Pokerspieler
- Peter Chen (Schauspieler), US-amerikanischer Schauspieler, Drehbuchautor, Filmproduzent, Filmregisseur, Komiker und Synchronsprecher
- Peter Chen (Chemiker) (* 1960), US-amerikanischer Chemiker und Hochschullehrer
- Peter Chen (* 1947), taiwanischer Informatiker
- Peter Chen Bolu (1913–2009), chinesischer Geistlicher, römisch-katholischer Bischof
- Philippe Abbo Chen (* 1962), tschadischer römisch-katholischer Ordensgeistlicher, Apostolischer Vikar von Mongo
- Chen Pokong (* 1963), chinesischer Autor und Bürgerrechtler

### Q
- Chen Qi (Baseballspieler) (* 1981), chinesischer Baseballspieler
- Chen Qi (Leichtathlet) (* 1982), chinesischer Speerwerfer
- Chen Qi (Tischtennisspieler) (* 1984), chinesischer Tischtennisspieler
- Chen Qian (Moderne Fünfkämpferin) (* 1987), chinesische Pentathletin
- Chen Qian (Handballspielerin) (* 1990), chinesische Handballspielerin
- Chen Qian (Schwimmerin) (* 1995), chinesische Schwimmerin
- Chen Qiang (Schauspieler) (1918–2012), chinesischer Schauspieler
- Chen Qiang (General) (* 1956), chinesischer Generalmajor
- Chen Qiang (Politiker) (* 1957), chinesischer Ingenieur und Politiker
- Chen Qiang (Künstler) (* 1960), chinesischer Künstler
- Chen Qiang (Leichtathlet) (* 1990), chinesischer Sprinter
- Chen Qiaoling (* 1999), chinesische Stabhochspringerin
- Chen Qiaozhu (* 1999), chinesische Fußballspielerin
- Qigang Chen (* 1951), chinesisch-französischer Komponist
- Chen Qiufan (* 1981), chinesischer Schriftsteller
- Chen Qimei (1878–1916), chinesischer Revolutionär
- Chen Qingchen (* 1997), chinesische Badmintonspielerin
- Chen Qingying (1941–2022), chinesischer Tibetologe
- Chen Qiqiu (* 1978), chinesischer Badmintonspieler
- Chen Qiushi (* 1985), chinesischer Anwalt und Bürgerjournalist
- Chen Quanguo (* 1955), chinesischer Politiker

### R
- Chen Ran (* 1962), chinesische Schriftstellerin
- Ray Chen (* 1989), australisch-chinesischer Violinist
- Roberto Chen (* 1994), panamaischer Fußballspieler
- Chen Rong (Maler) (um 1200–1266), chinesischer Maler und Dichter
- Chen Rong (Badminton) (* 1968), chinesischer Badmintonspieler
- Chen Rong (Leichtathletin) (* 1988), chinesische Langstreckenläuferin
- Chen Ruizhen (* 1960), chinesische Badmintonspielerin
- Chen Run’er (* 1957), chinesischer Politiker
- Chen Ruolin (* 1992), chinesische Wasserspringerin
- Chen Ruoxi (* 1938), taiwanische Autorin

### S
- Chen Shanguang (* 1962), chinesischer Raumfahrtingenieur
- Chen Shao-Yun, chinesischer Botaniker
- Chen Shih-hsin (* 1978), taiwanische Taekwondoin
- Chen Shou (233–297), chinesischer Historiker
- Chen Shou-Liang (* 1921), chinesischer Botaniker
- Chen Shu (Malerin) (1660–1736), chinesische Malerin
- Chen Shu (Historiker) 陈述 (1911–1992), chinesischer Historiker
- Chen Shu (Schauspieler) (陈述; 1920–2006), chinesischer Schauspieler
- Chen Shu (Sportfunktionär) (* 1957), chinesischer Tennis-Schiedsrichter und Sportfunktionär
- Chen Shu (Schauspielerin) (* 1977), chinesische Sängerin und Schauspielerin
- Chen Shu-chih (* 1971), taiwanische Gewichtheberin
- Chen Shu-chin (* 1974), taiwanische Fußballspielerin
- Chen Shu-chu, taiwanische Philanthropin
- Chen Shu-chuan (* 1978), taiwanische Sprinterin
- Chen Shu-fen (* 2002), taiwanische Handball- und Beachhandballspielerin
- Chen Shuhua (* 1958), chinesische Eisschnellläuferin
- Chen Shui-bian (* 1950), taiwanischer Politiker und Staatspräsident
- Chen Shuiqing (* 2000), chinesische Weitspringerin
- Chen Shunli (1917–2003), chinesischer Politiker, Wirtschaftswissenschaftler und Hochschullehrer (Volksrepublik China)
- Chen Shwu-ju (* 1971), taiwanische Fußballspielerin
- Chen Siming (* 1993), chinesische Poolbillardspielerin
- Chen Sing-Chi (* 1931), chinesischer Botaniker
- Chen Szu-yu (Tischtennisspielerin) (* 1993), taiwanische Tischtennisspielerin
- Chen Szu-yu (Badminton) (* 1994), taiwanische Badmintonspielerin
- Chen Szu-yu (Handballspielerin) (* 1995), taiwanische Handballspielerin
- Chen Szu-yuan (* 1981), taiwanischer Bogenschütze
- Sean Chen (* 1949), taiwanischer Politiker
- Sean Chen (Pianist) (* 1988), US-amerikanischer Pianist
- Shih-Hung Chen (* 1976), taiwanischer Schriftsteller, Schauspieler und Journalist
- Steve Chen (* 1978), taiwanischer IT-Unternehmer

### T
- Tania Chen (* ≈1974), britische Pianistin
- Chen Tang Jie (* 1998), malaysischer Badmintonspieler
- Chen Tao (Tang-Dichter), chinesischer Dichter der Tang-Dynastie
- Chen Tao (Fußballspieler) (* 1985), chinesischer Fußballspieler
- Chen Tê-Chao (* 1926), chinesischer Botaniker
- Terry Chen (* 1975), kanadischer Schauspieler
- Thomas J. C. Chen (* 1955), chinesischer Diplomat
- Thomas Chen Tianhao (* 1962), chinesischer Geistlicher, Bischof von Tsingtao
- Chen Ti (* 1983), taiwanischer Tennisspieler
- Chen Tianshi (* 1985), chinesischer KI-Foscher und Unternehmer
- Chen Tianxiang (* 1944), chinesischer Badmintonspieler
- Tina Chen (* 1943), US-amerikanische Schauspielerin
- Chen Ting (Ming-Dynastie) 陳霆 (1477–1550), chinesischer Gelehrter
- Chen Ting (Dreispringerin) (* 1997), chinesische Leichtathletin
- Chen Ting-Yang (* 1992), taiwanischer Fußballspieler
- Chen Tsai-chuan (* 2001), taiwanische Siebenkämpferin
- Chen Tze Shin (* 1965), taiwanischer Tennisspieler

### U
- Chen Uen (1958–2017), taiwanischer Comic-Künstler

### W
- Chen Wan-mei (* 1998), taiwanische Sprinterin
- Chen Wangting (1597–1664), chinesischer Taijiquan-Meister
- Chen Wei (* 1977), chinesischer Badmintonspieler
- Chen Wei (Dissident) (* 1969), chinesischer Dissident
- Chen Wei-Chuan (* 1992), taiwanischer Fußballspieler
- Chen Wei-ling (* 1982), taiwanische Powerlifterin und Gewichtheberin
- Chen Wei Yu (* 1978), taiwanischer Tennisspieler
- Chen Weiqiang (* 1958), chinesischer Gewichtheber
- Chen Weixing (* 1972), chinesisch-österreichischer Tischtennisspieler
- Chen Wen Ling (* 1969), chinesischer Bildhauer
- Chen Wenqing (* 1960), chinesischer Politiker
- Chen Wenxin (1926–2021), chinesische Mikrobiologin
- Chen Wu († 215), chinesischer General
- Chen Wu (Politiker) (* 1954), chinesischer Politiker
- Wendy Chen (* 1993), australische Badmintonspielerin
- William C. C. Chen (* 1933), Taijiquan-Kampfkunstmeister

### X
- Chen Xi (Rebellenführer) († 196 v. Chr.), chinesischer Rebellenführer
- Chen Xi (Politiker) (* 1953), chinesischer Politiker
- Chen Xi (Musiker) (* 1984), chinesischer Violinist
- Chen Xi (Badminton) (* vor 2011), chinesischer Badmintonspieler
- Xi Chen (Informatiker) (* um 1981), chinesisch-US-amerikanischer Informatiker und Hochschullehrer an der Columbia University
- Xi Chen (Wirtschaftswissenschaftler), chinesisch-US-amerikanischer Wirtschaftswissenschaftler und Hochschullehrer an der New York University
- Chen Xiaodong (* 1997), chinesischer Kugelstoßer
- Chen Xiaojia (Basketballspielerin) (* 1988), chinesische Basketballspielerin
- Chen Xiaojia (Badminton) (* 1991), chinesische Badmintonspielerin
- Chen Xiaojun (* 1992), chinesische Synchronschwimmerin
- Chen Xiaomin (* 1977), chinesische Gewichtheberin
- Chen Xiaoming (1953–2007), chinesischer Dissident
- Chen Xiaowang (* 1946), chinesischer Taijiquan-Meister
- Chen Xiaoyong (* 1955), chinesischer Komponist
- Xie Chen, chinesische Physikerin
- Chen Xilian († 1999), chinesischer General und Minister
- Chen Xilu (1928–2008), chinesischer katholischer Bischof
- Chen Xingdong (* 1970), chinesischer Badmintonspieler
- Chen Xinghan (* 1981), chinesischer Game Designer, siehe Jenova Chen
- Chen Xingtong (* 1997), chinesische Tischtennisspielerin
- Chen Xinhua (* 1960), chinesisch-englischer Tischtennisspieler
- Chen Xinyi (* 1998), chinesische Schwimmerin
- Chen Xitong (1930–2013), chinesischer Politiker
- Xiuxiong Chen, chinesisch-US-amerikanischer Mathematiker
- Chen Xu, persönlicher Name von Chen Xuan Di (530–582), chinesischer Kaiser
- Chen Xu (Jurist) (* 1952), chinesischer Jurist und Staatsanwalt
- Chen Xu (Diplomat) (* 1962), chinesischer Diplomat
- Chen Xu (Snowboarderin) (* 1991), chinesischer Snowboardfahrerin
- Chen Xujing (1903–1967), chinesischer Pädagoge und Politikwissenschaftler
- Chen Xujun (* 2001), chinesischer Badmintonspieler

### Y
- Chen Yaling (* 1984), chinesische Weitspringerin
- Yan Chen (* 1966), chinesisch-US-amerikanische Wirtschaftswissenschaftlerin und Hochschullehrerin
- Chen Yan (Dichter) (1856–1937), chinesischer Gelehrter und Dichter
- Chen Yang (Song-Dynastie) 陈旸 (1064–1128), chinesischer Gelehrter
- Chen Yang (Leichtathletin) (* 1991), chinesische Diskuswerferin
- Chen Yang (Hockeyspielerin) (* 1997), chinesische Hockeyspielerin
- Chen Yanmei (* 1987), chinesische Leichtathletin
- Chen Yanqing (* 1979), chinesische Gewichtheberin
- Chen Yi, Geburtsname von Xuanzang (603–664), buddhistischer Pilgermönch
- Chen Yi (Kuomintang) (1883–1950), chinesischer Verwalter der Provinz Taiwan
- Chen Yi (1901–1972), chinesischer Armeeführer und Politiker
- Chen Yi (Generalmajor) (1912–2002), chinesischer Armeeführer und Politiker
- Chen Yi (Komponistin) (* 1953), chinesische Komponistin
- Chen Yi (Tennisspielerin) (* 1986), taiwanische Tennisspielerin
- Chen Yi (Hockeyspielerin, 1997) (* 1997), chinesische Hockeyspielerin
- Chen Yi (Hockeyspielerin, 1998) (* 1998), chinesische Hockeyspielerin
- Chen Yi (Tischtennisspielerin) (* 2004), chinesische Tischtennisspielerin
- Chen Yibing (* 1984), chinesischer Kunstturner
- Chen Ying (Badminton) (* 1971), chinesische Badmintonspielerin
- Chen Ying (Sportschützin)  (* 1977), chinesische Sportschützin
- Chen Ying (Boxerin), chinesische Boxerin
- Chen Ying-chieh (* 1983), taiwanischer Poolbillardspieler
- Chen Yi-tung (* 2003), taiwanischer Florettfechter
- Chen Yiwen (* 1999), chinesische Wasserspringerin
- Chen Yizi († 2014), chinesischer Wirtschaftswissenschaftler und Politikberater
- Chen Yonggui (1913–1986), chinesischer Agrarpolitiker
- Chen Yueling (* 1968), chinesische Geherin
- Chen Yu (General), chinesischer General
- Chen Yu (Song-Dynastie) 陳郁, chinesischer Autor
- Chen Yu (Politiker), chinesischer Politiker
- Chen Yu (Informationswissenschaftler) (* 1944), chinesischer Informationswissenschaftler
- Chen Yu (Taijiquan) (* 1962), chinesischer Kampfsportler
- Chen Yu (Badminton) (* 1980), chinesischer Badmintonspieler
- Chen Yu (Synchronschwimmerin) (* 1981), chinesische Synchronsch
- Chen Yuan (Historiker) 陈垣 (1880–1971), chinesischer Historiker
- Chen Yuan (Unternehmer) (* 1945), chinesischer Manager und Bankier
- Chen Yuekun (* 1990), chinesischer Badmintonspieler
- Chen Yufei (* 1998), chinesische Badmintonspielerin
- Chen Yufeng (Fußballspielerin) (* 1970), chinesische Fußballspielerin
- Chen Yufeng (Skilangläuferin) (* 1963), chinesische Skilangläuferin
- Chen Yujie (* 2008), chinesische Sprinterin
- Chen Yun (1905–1995), chinesischer Wirtschaftspolitiker
- Chen Yuniang (* 1946), chinesische Badmintonspielerin und -trainerin
- Chen Yun-Ming (* 1949), taiwanischer Skirennläufer
- Chen Yuxi (* 2005), chinesische Wasserspringerin

### Z
- Chen Zaidao (1909–1993), chinesischer General, Politiker
- Chen Zhaokui (1928–1981), chinesischer Kampfkünstler der Kampfkunst Taijiquan (Taichichuan)
- Chen Zhe (* 1993), chinesischer Snookerspieler
- Chen Zhen (Bildhauer) (1955–2000), chinesisch-französischer Bildhauer, Installationskünstler und Hochschullehrer
- Chen Zhen (Handballspielerin) (* 1963), chinesische Handballspielerin
- Chen Zhenggao (1952–2024), chinesischer Politiker
- Chen Zhenglei (* 1949), chinesischer Kampfsportler
- Chen Zheng-Hai, chinesischer Botaniker
- Chen Zhiben (* 1986), chinesischer Badmintonspieler
- Chen Zhibin (* 1962), chinesisch-deutscher Tischtennisspieler
- Chen Zhiduan (* ~1970), chinesischer Botaniker
- Zhijian Chen (* 1966), chinesisch-US-amerikanischer Biochemiker
- Chen Zhili (* 1942), chinesische Politikerin
- Chen Zhipeng (* 1989), chinesischer Eishockeyspieler
- Chen Zhong (Philosoph) 陈仲 (auch Chen Zhongzi 陈仲子), Philosoph der Vor-Qin-Zeit
- Chen Zhong (Taekwondoin) (* 1982), chinesische Taekwondoin
- Chen Zhongping (* 2003), chinesischer Langstreckenläufer
- Chen Zhongshi (1942–2016), chinesischer Schriftsteller
- Chen Zhu (Mediziner) (* 1953), chinesischer Mediziner und Politiker
- Chen Zhuofu (* 1994), chinesischer Badmintonspieler
- Chen Zihe (* 1968), chinesische Tischtennisspielerin
- Chen Zimeng (* 1997), chinesischer Eishockeyspieler
- Chen Ziming († 2014), chinesischer Dissident
- Chen Zude (1944–2012), chinesischer Gospieler